# Surat Singh Mathur
Surat Singh Mathur, né le 22 août 1930 à Delhi et mort le 11 juin 2021 dans la même ville, est un athlète indien.

## Biographie
Surat Singh Mathur remporte la médaille de bronze au marathon des Jeux asiatiques de 1951 à New Delhi et termine 52e du marathon masculin aux Jeux olympiques d'été de 1952 à Helsinki.
Il meurt des suites du Covid-19 le 11 juin 2021 à l'âge de 90 ans.